# NGC 7152
NGC 7152 este o galaxie situată în constelația Peștele Austral. A fost descoperită în 18 august 1835 de către John Herschel. Se află la o distanță de 74,82 de megaparseci de Pământ.